# Campionati francesi di sci alpino 2001
I Campionati francesi di sci alpino 2001 si svolsero all'Alpe d'Huez e a Courchevel dal 24 marzo al 7 aprile. Furono assegnati i titoli di slalom gigante e slalom speciale, sia maschili sia femminili, e di supergigante maschile.
Trattandosi di competizioni valide anche ai fini del punteggio FIS, vi parteciparono anche sciatori di altre federazioni, senza che questo consentisse loro di concorrere al titolo nazionale francese.

## Risultati

### Uomini

#### Supergigante
| Pos. | Atleta                   | Nazione     | Tempo   |
| ---- | ------------------------ | ----------- | ------- |
| 1    | Claude Crétier           | Francia     | 1:37,22 |
| 2    | Frédéric Ottobon         | Francia     | 1:38,01 |
| 3    | Sébastien Fournier-Bidoz | Francia     | 1:38,34 |
| 4    | Marc Bottollier-Lasquin  | Francia     | 1:38,38 |
| 5    | Finlay Mickel            | Regno Unito | 1:38,42 |
| 6    | Curdin Giacometti        | Svizzera    | 1:38,59 |
| 7    | Vincent Millet           | Francia     | 1:38,78 |
| 8    | Antoine Tissot           | Francia     | 1:38,93 |
| 9    | Cyprien Richard          | Francia     | 1:39,04 |
| 10   | David Stoll              | Svizzera    | 1:39,15 |

Data: 7 aprile

Località: Alpe d'Huez

#### Slalom gigante
| Pos. | Atleta                | Nazione  | Tempo   |
| ---- | --------------------- | -------- | ------- |
| 1    | Jean-Pierre Vidal     | Francia  | 2:09,79 |
| 2    | Gauthier de Tessières | Francia  | 2:09,80 |
| 3    | Frédéric Covili       | Francia  | 2:10,04 |
| 4    | Vincent Millet        | Francia  | 2:10,11 |
| 5    | Daniel Défago         | Svizzera | 2:11,03 |
| 6    | Patrice Manuel        | Francia  | 2:11,04 |
| 7    | Joël Chenal           | Francia  | 2:11,45 |
| 8    | Jeff Piccard          | Francia  | 2:11,53 |
| 9    | Pierrick Bourgeat     | Francia  | 2:11,64 |
| 10   | Freddy Rech           | Francia  | 2:11,94 |

Data: 24 marzo

Località: Courchevel

#### Slalom speciale
| Pos. | Atleta            | Nazione  | Tempo   |
| ---- | ----------------- | -------- | ------- |
| 1    | Jean-Pierre Vidal | Francia  | 1:46,32 |
| 2    | Sébastien Amiez   | Francia  | 1:46,35 |
| 3    | Julien Lizeroux   | Francia  | 1:47,44 |
| 4    | Pierre Violon     | Francia  | 1:48,20 |
| 5    | Richard Gravier   | Francia  | 1:48,32 |
| 6    | François Simond   | Francia  | 1:49,10 |
| 7    | Kévin Page        | Francia  | 1:50,53 |
| 8    | Joël Chenal       | Francia  | 1:50,70 |
| 9    | Andra Zinsli      | Svizzera | 1:50,97 |
| 10   | Nicolas Sauvage   | Francia  | 1:52,04 |

Data: 25 marzo

Località: Courchevel

### Donne

#### Slalom gigante
| Pos. | Atleta                | Nazione | Tempo   |
| ---- | --------------------- | ------- | ------- |
| 1    | Régine Cavagnoud      | Francia | 2:19,21 |
| 2    | Christel Pascal       | Francia | 2:19,46 |
| 3    | Kristina Duvillard    | Francia | 2:19,76 |
| 4    | Carole Montillet      | Francia | 2:19,99 |
| 5    | Laure Pequegnot       | Francia | 2:21,42 |
| 6    | Caroline Pellat-Finet | Francia | 2:21,70 |
| 7    | Manuella Silvestre    | Francia | 2:21,99 |
| 8    | Audrey Peltier        | Francia | 2:22,30 |
| 9    | Florence Roujas       | Francia | 2:22,86 |
| 10   | Stéphanie Clément-Guy | Francia | 2:23,13 |

Data: 24 marzo

Località: Courchevel

#### Slalom speciale
| Pos. | Atleta              | Nazione | Tempo   |
| ---- | ------------------- | ------- | ------- |
| 1    | Christel Pascal     | Francia | 1:38,36 |
| 2    | Vanessa Vidal       | Francia | 1:39,16 |
| 3    | Valérie Cornu       | Francia | 1:40,20 |
| 4    | Isabelle Sourd      | Francia | 1:41,04 |
| 5    | Florine de Leymarie | Francia | 1:41,17 |
| 6    | Audrey Peltier      | Francia | 1:41,48 |
| 7    | Hélène Richard      | Francia | 1:41,91 |
| 8    | Kristina Duvillard  | Francia | 1:42,14 |
| 9    | Souazic Le Guillou  | Francia | 1:42,17 |
| 10   | Emmanuelle Colomban | Francia | 1:43,23 |

Data: 25 marzo

Località: Courchevel